# Černíkovice (Rychnov nad Kněžnou-i járás)
Černíkovice település Csehországban, Rychnov nad Kněžnou-i járásban. Černíkovice Voděrady, Rychnov nad Kněžnou, Byzhradec, Solnice, Třebešov és Lično településekkel határos. Lakosainak száma 827 fő (2024. január 1.).

## Népesség
A település lakosságának változását az alábbi diagram mutatja:
| Lakosok száma | 981  | 991  | 995  | 739  | 781  | 758  | 757  | 783  | 798  | 827  |
|               | 1869 | 1890 | 1921 | 1950 | 1980 | 2001 | 2017 | 2019 | 2022 | 2024 |